# Detonazione del carbonio

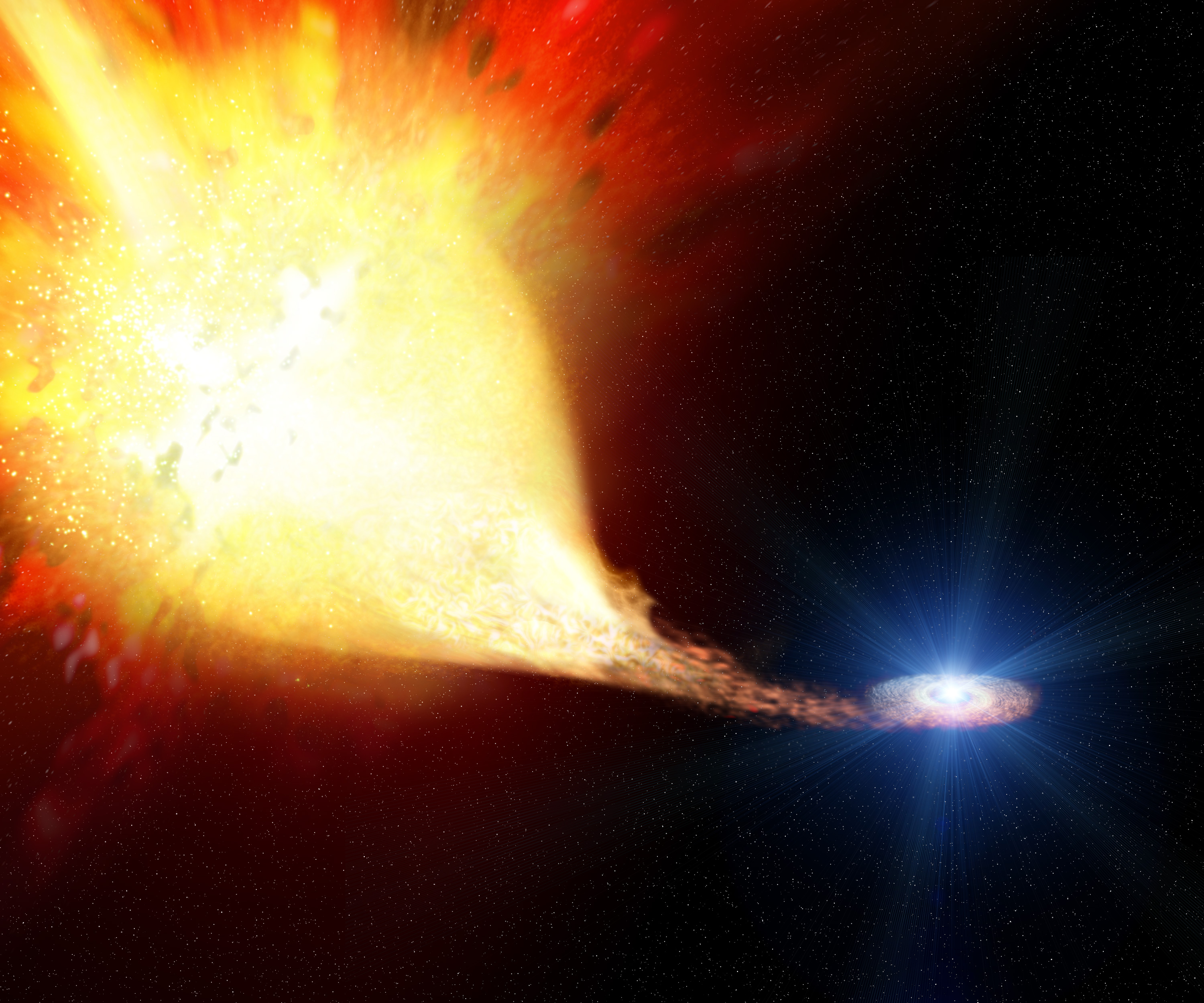
In questo sistema binario, il gas viene strappato via dalla gigante rossa per andare a costituire un disco di accrescimento intorno alla nana bianca.

La detonazione del carbonio è un processo che avviene in una nana bianca facente parte di un sistema binario stretto; esso consiste nella violenta ignizione dei processi di fusione del carbonio che costituisce la nana bianca, che culmina nella catastrofica esplosione dell'oggetto in supernova di tipo Ia.

## Il processo
La detonazione del carbonio avviene solamente se la nana bianca si trova all'interno di un sistema binario in cui le due componenti siano sufficientemente vicine da consentire alla stella degenere di attrarre gravitazionalmente gli strati più esterni della stella compagna, la quale attraversa le ultime fasi della propria evoluzione.
Se la nana bianca riesce ad acquisire dalla compagna, tramite tale trasferimento di massa, una quantità di materia sufficiente, la pressione interna e la temperatura della nana degenere crescono sino ad innescare la fusione nucleare del carbonio nel centro della nana. L'ignizione avviene solitamente quando la nana bianca arriva a possedere, grazie alla materia acquisita, una massa pari al limite di Chandrasekhar, equivalente ad 1,44 masse solari.
Le simulazioni computerizzate mostrano che la fusione procede secondo una serie di gusci turbolenti in espansione che manifestano l'instabilità di Rayleigh-Taylor. Tale turbolenza rende frastagliato il fronte di fusione; si viene così ad originare una rapida ignizione delle reazioni nucleari, nota come "fiamma termonucleare", che raggiunge esplosivamente la superficie dell'astro, provocandone l'esplosione in supernova.